# Brunéi en los Juegos Olímpicos de Río de Janeiro 2016
Brunéi participó en los Juegos Olímpicos de 2016 en Río de Janeiro, Brasil, del 5 al 21 de agosto de 2016.

## Deportes
Atletismo
- Mohamed Fakhri Ismail (100 metros masculino)
- Maizurah Abdul Rahim (100 metros femenino)

Bádminton
- Jaspar Yu Woon